# Stazione di Berlino-Köpenick
La stazione di Berlino-Köpenick (in tedesco Berlin-Köpenick) è una stazione ferroviaria di Berlino, posta nell'omonimo quartiere.